# پیچ گوشتی صوتی
پیچ گوشتی صوتی یکی از ابزارهای تخیلی سریال دکتر هو و مشتقاتش است. این یک ابزار چند منظوره است که توسط دکتر استفاده می‌شود.